# UFC 37
UFC 37: High Impact è stato un evento di arti marziali miste tenuto dalla Ultimate Fighting Championship il 10 maggio 2002 al CenturyTel Center di Bossier City, Stati Uniti.

## Retroscena
Il match per il titolo dei pesi medi vinto da Murilo Bustamante venne ricordato come "l'incontro del doppio tap-out": infatti Bustamante riuscì a sottomettere Matt Lindland già nel primo round grazie ad un armbar, e il lottatore brasiliano lasciò la presa quando vide l'avversario apparentemente battere il tap-out e l'arbitro urlare la fine dell'incontro, ma successivamente Lindland lamentò il fatto di non aver effettuato alcun tap-out, e così il direttore di gara decise di far ricominciare la sfida da capo; Bustamante sottomise l'avversario un'altra volta, questa volta con uno strangolamento nel terzo round, e vinse l'incontro.
Dopo quell'incontro Murilo Bustamante decise di lasciare l'UFC per tentare un'avventura nella promozione giapponese Pride, lasciando così il titolo vacante.
L'evento vide l'esordio in UFC del futuro campione dei pesi welter Robbie Lawler, il quale arriverà a vincere il titolo di categoria ben 12 anni dopo.

## Risultati

### Card preliminare
- Incontro categoria Pesi Welter:  Robbie Lawler contro  Aaron Riley

Lawler sconfisse Riley per decisione unanime.
- Incontro categoria Pesi Welter:  Benji Radach contro  Steve Berger

Inizialmente l'incontro finì con la vittoria di Radach per KO Tecnico a 0:27 del primo round, ma successivamente il risultato venne cambiato in un No Contest.
- Incontro categoria Pesi Medi:  Ivan Salaverry contro  Andrei Semenov

Salaverry sconfisse Semenov per KO Tecnico (pugni) a 2:27 del terzo round.

### Card principale
- Incontro categoria Pesi Leggeri:  Caol Uno contro  Yves Edwards

Uno sconfisse Edwards per decisione unanime.
- Incontro categoria Pesi Medi:  Phil Baroni contro  Amar Suloev

Baroni sconfisse Suloev per KO Tecnico (pugni) a 2:59 del primo round.
- Incontro categoria Pesi Leggeri:  B.J. Penn contro  Paul Creighton

Penn sconfisse Creighton per KO Tecnico (colpi) a 3:19 del secondo round.
- Incontro categoria Pesi Massimi:  Ricco Rodriguez contro  Tsuyoshi Kohsaka

Rodriguez sconfisse Kohsaka per KO Tecnico (colpi) a 3:26 del secondo round.
- Incontro per il titolo dei Pesi Medi:  Murilo Bustamante (c) contro  Matt Lindland

Bustamante sconfisse Lindland per sottomissione (strangolamento a ghigliottina) a 1:26 del terzo round e mantenne il titolo dei pesi medi.